# Boksburg
Boksburg è una città del Sudafrica, situata nella provincia di Gauteng.